# Stacheltier (DEFA)
Das Stacheltier war eine Produktionsgruppe der DEFA, die von 1953 bis 1954 dem DEFA-Studio für Wochenschau und Dokumentarfilme und von 1955 bis 1964 dem DEFA-Studio für Spielfilme angehörte. Das Kollektiv – anfänglich noch Produktionsgruppe 'Satirischer Kurzfilm', ab Mitte der 1960er Jahre: Künstlerische Arbeitsgruppe (KAG) Stacheltier – stellte insgesamt 275 satirisch-humoristische Kurz-, Mittel- und Langmetrage-Spielfilme her – die sogenannten Stacheltiere.
Die Reihe lief ab 1953 bis in die 1960er Jahre in den DDR-Kinos, wo sie regelmäßig vor Wochenschauen und dem Hauptfilm zu sehen war. Jeder Kurzfilm wurde mit dem schnell bekannten Stacheltier-Logo eingeleitet, der später auch zum Markenzeichen wurde. Einziger Langfilm war der als Stummfilm konzipierte Schwarzweißfilm Der junge Engländer nach Wilhelm Hauff von Regisseur Gottfried Kolditz aus dem Jahr 1958.
In diesen teilweise nur wenige Minuten langen Streifen wirkten viele namhafte Schauspieler und Regisseure mit, wie beispielsweise Rolf Ludwig, Hubert Hoelzke, Erwin Geschonneck, Gisela May, Sabine Thalbach, Rudolf Wessely, Werner Peters, Heinz Schubert, Horst Drinda, Horst Kube, Johannes Arpe, Rolf Herricht, Rudi Schiemann, Jean Brahn, Werner Lierck, Judith Harms und Wolf Kaiser.

## Entstehungsgeschichte
Die Idee zur Reihe stammt vom Vorsitzenden des Staatlichen Filmkomitees Sepp Schwab und dem Regisseur Richard Groschopp, die am 22. Januar 1953 ein Gespräch zur Schaffung einer satirisch-humoristischen Kurzspielfilmreihe führten. Vorlagen des Berliner Kabaretts Die Distel, Beiträge der satirischen Zeitschrift Frischer Wind sowie die experimentierfreudigen und unterhaltenden Sujets der Kino-Wochenschau Der Augenzeuge dienten als Vorbilder. Am 1. Februar 1953 wurde schließlich die Arbeitsgruppe Satirischer Kurzfilm im DEFA-Studio für Wochenschau und Dokumentarfilme mit Sitz in Berlin-Johannisthal gebildet. Die Produktion von Stacheltier-Folgen (Schwab setzte sich für den Namen ein; anfänglich als Kabarettfilm konzipiert) begann in den Folgemonaten.
Am 15. April kamen zwei Teile der Stacheltier-Debütfolge (Herr Schwender, Das Letzte von gestern) in die Rohschnittabnahme; am 1. Mai erfolgreiche Testvorführung in Berlin-Wuhlheide.
Georg Honigmann wurde am 1. Mai 1953 zum Leiter der neugegründeten Produktionsgruppe ernannt. Am 29. Oktober 1962 wurde er durch Rudi Hannemann ersetzt, einen Abteilungsleiter der Hauptverwaltung Film des DDR-Ministeriums für Kultur.

## Filmliste
| Jahr | Lfd. Nr. | Titel                                                                        | Regie                            | Datum der Uraufführung | Sonstiges |
| ---- | -------- | ---------------------------------------------------------------------------- | -------------------------------- | ---------------------- | --------- |
| 1955 | 042      | Das Stacheltier: Hoch die Tassen                                             | Harald Röbbeling                 | 1. April 1955          | s/w       |
| 1955 | 051      | Das Stacheltier: Es geht um die Wurst                                        | Harald Röbbeling                 | 9. September 1955      | s/w       |
| 1956 | 073/074  | Das Stacheltier: Der weiche Artur                                            | Kurt Jung-Alsen                  | 7. September 1956      | s/w       |
| 1957 | 105      | Das Stacheltier: Das Gesellschaftsspiel – Eine unglaubliche Geschichte oder? | Frank Beyer                      | 31. Dezember 1957      | s/w       |
| 1957 | 106/107  | Das Stacheltier: Fridericus Rex – Elfter Teil                                | Frank Beyer                      | 26. August 1957        | s/w       |
| 1958 |          | Der junge Engländer                                                          | Gottfried Kolditz                | 31. Oktober 1958       | s/w       |
| 1959 |          | Das Stacheltier: Krawatzke zur Kur                                           | Hans Dieter Mäde                 | 3. Juli 1959           | s/w       |
| 1961 |          | Das Stacheltier: Ein Pferd müßte man haben                                   | Heinz Thiel                      | 7. April 1961          | s/w       |
| 1963 |          | Das Stacheltier: Unglaublich                                                 | Hans-Günter Kaden / Bodo Schmidt | 16. August 1963        | s/w       |
| 1965 |          | Das Stacheltier: Motorradhelden                                              | Rolf Losansky                    | 1965                   | s/w       |